# كارنيفور

## كارنيفور، ملتهم البيانات
طبقا لوكالة المباحث الفيدرالية الأمريكية فإن كارنيفور هو نظام كومبيوتري مصمم ليسمح لوكالة المباحث الفيدرالية الأمريكية، وبالتعاون مع الشركة المزودة لخدمات إنترنت، بتطبيق أمر محكمة بجمع معلومات محددة حول رسائل البريد الإلكتروني، أو أية اتصالات إلكترونية أخرى من وإلى مستخدم معين يستهدفه تحقيق ما."
وتقول المباحث الأمريكية بأن اسم كارنيفور (آكلات اللحوم)، وهي كلمة إنجليزية تعني آكل اللحوم، يشير إلى أن البرنامج يقوم بمضغ كافة البيانات المتدفقة عبر شبكة ما، ولكنه يقوم فعليا بالتهام المعلومات التي يسمح بها أمر المحكمة فقط.
ويمكن استخدام كارنيفور بشكلين فقط، الأول هو رصد المعلومات الواردة إلى والصادرة من حساب بريد إلكتروني معين، و/أو رصد حركة البيانات من وإلى عنوان IP معين. ويتم ذلك بعدة طرق وذلك إما من خلال رصد جميع الترويسات headers الخاصة برسائل البريد الإلكتروني (بما في ذلك عناوين البريد الإلكتروني) الصادرة من والواردة إلى حساب معين، ولكن ليس المحتويات الفعلية (أو خانة الموضوع). والطريقة الأخرى هي رصد جميع الأجهزة المزودة (مزودات الويب، والملفات) التي يقوم المشتبه به بالنفاذ إليها، وذلك من دون رصد المحتوى الفعلي لما ينفذ المستخدم إليه. ويمكن أيضا رصد جميع المستخدمين الذين يقومون بالنفاذ إلى صفحة ويب معينة أو ملف باستخدام FTP وأخيرا، يمكن رصد جميع صفحات إنترنت، وملفات FTP التي يقوم المستخدم بالنفاذ إليها.
كارنيفور إذا، وكما يمكن للقارئ الخبير أن يستنتج، ليس إلا برنامج لرصد حزم البيانات، أو ما يُطلق عليه اسم Packet Sniffer، وهي فئة معروفة من البرامج يستخدمها الهكرة عادة في التصنت على الحزم الواردة والصادرة إلى ومن حساب معين، وحفظ نسخة منها. ويجدر الإشارة هنا أيضا إلى أن كارنيفور لا يقوم بتغيير البيانات التي يقوم بجمعها، وتقتصر مهمته فقط على التصنت على الحزم وتسجيل نسخة منها.
وتقول وكالة المباحث الفيدرالية أن كارنيفور فعليا هو عبارة عن برنامج ضمن «صندوق» (أو جهاز كمبيوتر) بمواصفات معينة، تتناسب مع متطلبات القانون الأمريكي الذي يصر على سمات معينة قد يكتسب الدليل الجنائي شرعيته. ولذا فإن صندوق كارنيفور عادة يتكون من العناصر التالية:
- جهاز يعمل بنظام ويندوز أن تي (أو ويندوز 2000)، مزود بـ 128 ميغابايت من الذاكرة، ومعالج بنتيو 3، وقرص صلب بسعة 4-18 غيغابايت، وسواقة جاز للتخزين الاحتياطي بسعة 2 غيغابايت، وهي الوجهة النهائية التي يتم نسخ الأدلة إليها.
- برنامج كارنيفور مكتوب بلغة سي++
- لا يستخدم البرنامج حزم حزمة بروتوكولات الإنترنت (وذلك كي لا يكون بالإمكان النفاذ إليه عبر إنترنت)
- جهاز للتحقق من الهوية، يُستخدم للتحكم فيمن لديه حقوق النفاذ إلى الصندوق (مما يمنع موظفي الشركة المزودة لخدمات إنترنت من النفاذ إلى داخل الصندوق دون إتلافه بشكل واضح.)
- أداة «عزل عن الشبكة» تمنع الصندوق من إرسال البيانات خارجه، حتى لو تمكن أحد الهكرة من النفاذ إليه بشكل ما.
- ملحقات برمجية يُشتبه في أنها تمثل نواة كارنيفور، والذي يُشتبه أيضا بأنه كُتب كملحق برمجي بلغة C++ لبرنامج EtherPeek المعروف، والمستخدم أيضا في التصنت على حزم البيانات.
- ويُقال أيضا بأنه يوجد منافذ على الصندوق للاتصال عبر المودم، وذلك لتحميل البيانات عن بُعد، ولكن ذلك يتنافى مع الإجراءات التي تصر وكالة المباحث على اتباعها، وهي استبدال قرص الجاز يوميا.

ولما كانت هذه هي كافة التفاصيل التي تقدمها وكالة المباحث الفيدرالية حول عمل كارنيفور، فإن حماة الحريات الشخصية في الولايات المتحدة يخشون بأن يكون النظام من البدائية بحيث أنه أثناء التصنت على حسابات الأفراد المشتبه بهم، فإن كارنيفور يقوم أيضا بجمع معلومات من حسابات أخرى غير خاضعة للتحقيق، وبالتالي جمع معلومات شخصية عن أفراد لا علاقة لهم بأي تحقيقات. ورغم أنه يمكن من الناحية التقنية كتابة بريمج للتصنت على حزم البيانات يقوم بجمع المعلومات الخاصة بحسابات معينة فقط، فإن المتبع عمليا هو كتابة البرامج بشكل سريع اختصارا للوقت، وبالتالي عدم الاعتناء بجعل فعالية البرنامج تقتصر على حسابات وعناوين معينة.
ويجب التركيز هنا على أن كارنيفور ليس برنامجا للمطابقة بين أنماط النص pattern matcher كالبرامج المستخدمة في البحث ضمن نص معين، ولكنه مجرد برنامج لتفسير بروتوكولات نقل البيانات، بمعنى أنه يتابع بروتوكولات نقل البريد الإلكتروني، ويقوم بفحص حقول معينة بها، وهو ما سنتطرق إليه بعد قليل. كما أننا يجب أن نؤكد هنا على أن كارنيفور لا يقوم بإفساد البيانات، أو تخريبها بأي شكل من الأشكال. فالبريد الإلكتروني ينتقل عبر الشبكة في حزم لها أرقامها التسلسلية الخاصة، وعند حدوث مشكلة في عملية النقل تؤدي إلى عدم التقاط كافة الحزم التي تُشكل رسالة معينة فإن كارنيفور يقوم بوضع علامة على هذه الثغرة في البريد الإلكتروني، مما يسمح لمن يتابعون هذا البريد باكتشاف مشاكل الاستقبال بسهولة.
ويُشاع أيضا بأن صناديق كارنيفور منتشرة عبر إنترنت، وتقوم بالتجسس على كل شاردة وواردة، وهذا اعتقاد خاطئ لعدة أسباب أهمها هو أنه طبقا للقانون الأمريكي، فإنه يجب تجديد أوامر المحكمة التي تسمح بمتابعة المعلومات الشخصية بشكل شهري، ولذلك، فإنه لا يمكن لصناديق كارنيفور أن تتواجد ضمن مزود واحد لخدمات إنترنت لمدة أكثر من شهر واحد. كما أنه لا يجب على مزودي خدمات إنترنت استخدام كارنيفور إذا كان بحوزتهم الوسائل التي يمكنهم من خلالها تقديم المعلومات التي تطلبها المباحث.
وحسب آخر الإحصائيات (أغسطس 2000)، فإنه يوجد في العالم عشرون صندوقا من صناديق كارنيفور، تحتفظ بها المباحث الفيدرالية في مقرها بكوانتكو بولاية فرجينيا.
كما يجدر الإشارة إلى نقطة أخرى هنا وهي أن كارنيفور هو برنامج بدائي بكل معنى الكلمة، وبالتالي فلا يمكن استخدامه إلا لأغراض محددة وضمن نطاقات جغرافية معينة، ولذلك فهو ليس من البرامج المستخدمة للتجسس عالميا (كما هي الحال ضمن مشروع إيكيلون). كما أن المباحث عادة تقوم بوضع هذه الصناديق أمام مهندسي الشبكات في الشركات المزودة، في حين أن برامج مثل إيكيلون سرية للغاية ولا يعرف عنها إلا القليل من البشر.

### ضوابط كارنيفور
وكي يكون الدليل الإلكتروني دليلا معتمدا في المحكمة، فقد قامت المحاكم الأمريكية بوضع مجموعة من الشروط التي تجعل من الأدلة التي يلتقطها كارنيفور أدلة صالحة للاستخدام. خصوصا وأنه من السهل تغيير الدليل الإلكتروني وتزييفه. وهذه الشروط هي:
- مثلا، لا يمكن اعتماد رسالة بريد إلكتروني واحدة كدليل، بل يجب جمع كافة رسائل البريد الإلكتروني المتداولة ضمن حساب معين، خلال فترة زمنية متصلة (أسبوع أو شهر مثلا). وذلك لوضع جميع الرسائل ضمن سياق معين يثبت الجريمة بشكل قاطع.
- يجب التحقق من هوية البيانات التي يتم رصدها، أي التحقق بشكل قاطع من هوية المرسل والمستقبل. كما يجب على موظفي المباحث توثيق كافة الخطوات التي استُخدمت عند تثبيت صندوق كارنيفور لدى مزود خدمات إنترنت
- يجب على وكالات المباحث استخدام أفضل دليل ناتج، بمعنى أنه إذا كان بإمكان الشركة المزودة لخدمات إنترنت تزويد المباحث بالبريد الإلكتروني للشخص دون ثغرات، فإن ذلك يكون هو الدليل المعتمد وليس البيانات التي تم جمعها من خلال كارنيفور.
- يجب ختم جميع الأدلة التي يتم الحصول عليها من كارنيفور. ففور أن يتم إخراج قرص الجاز من الصندوق فإنه يوضع في كيس بلاستيكي ويسجل عليه اسم عنصر المباحث الذي قام بإخراجه، وتاريخ ذلك اليوم وتوقيت إخراج القرص. ولا يمكن تغيير محتوى هذا القرص بأي شكل من الأشكال.
- ضرورة اقتصار الأدلة التي يتم جمعها على ما يسمح به قرار المحكمة. أي أنه لا يتم اعتماد محتوى الرسائل التي يتم جمعها إذا كان قرار المحكمة ينص بالتصنت على عناوين البريد فقط.

### اصنع كارنيفور بنفسك
عند الحديث عن كارنيفور في الصحافة العامة، فإنه يتم تصوير النظام على أنه ذلك التقدم المخيف في عالم التجسس على الاتصالات الإلكترونية، لكن الواقع هو أن كارنيفور ينتمي إلى المدرسة القديمة في عالم معدات التصنت، حيث أنه يعتمد على المعدات والأجهزة، في حين أن معظم أدوات التصنت اليوم هي من البرمجيات التي يتم زرعها على الأجهزة المزودة. وفي حين تعتمد البرمجيات الحديثة تقنيات الذكاء الاصطناعي مثلا للبحث في نص الرسائل المتبادلة بين الأجهزة، فإن كارنيفور ذا فعالية محدودة، حيث يمكنه فقط كما سبق وأن قلنا، التصنت على عناوين الحزم فقط دونما اهتمام للمحتوى، كما أنه معرض لفقد بعض الحزم المتداولة. وإضافة إلى ذلك فإن هنالك العديد من البرمجيات المتوفرة مجانا والتي يمكنها التصنت على عناوين معينة مثل برنامج TCPDUMP وهو متوفر لويندوز ويونيكس، ويمكن تنزيل إصدار لويندوز من الموقع:
نت غروب هو وشيفرته المصدرية.
والأكثر من ذلك هو أن بإمكانك صنع برنامج كارنيفور الخاص بك باستخدام برنامج الجدار الناري الشخصي Black ICE Defender (يمكن شراؤه وتنزيله من الموقع http://www.networkice.com/sales/home_office_sales.html)، واستعمال ميزة تسجيل الحزم المتداولة Packet Logging بحيث تقوم بمراقبة حركة البيانات الواردة إلى جهازك وإنشاء سجل بهذه التحركات، وحفظ السجل على قرص بشكل مباشر تماما مثل كارنيفور.

### كيف يعمل كارنيفور
لفهم الكيفية التي يعمل بها كارنيفور يجب فهم الكيفية التي يعمل بها بروتوكول بروتوكول إرسال البريد البسيط المستخدم في تداول الرسائل الإلكترونية، كالبريد الإلكتروني. وعند إرسال البريد فإن ما يحدث هو أن مزود البريد الإلكتروني المرسل يقوم بالاتصال بمزود البريد المستقبل لإرسال البريد إليه، وفي هذه الحالة، وإذا كانت عناوين البريد الإلكتروني أو حزم IP المتداولة مطابقة لما هو محدد في فلتر كارنيفور فإنه يبدأ بالتصنت في الخفاء. ويقوم المزود الذي فتح قناة الاتصال بإرسال مغلف يحتوي على حقول MAIL FROM و RCPT TO والتي تحدد المرسل والمستقبِل، ثم يرسل الرسالة، التي تنتهي بسطر فارغ ونقطة.
ويعمل كارنيفور عادة حسب ما تحدده وكالة المباحث، وأمر المحكمة، فهو إما يقوم فقط بتسجيل المعلومات الأساسية مثل عنوان المرسل والمستقبل، أو تسجيل كافة محتويات البريد الإلكتروني، أو بالأحرى كافة الحزم التي تشكّل هذا البريد.
أما في حالة تعقب الاتصالات التي تتم من خلال المودم، وهي الحالات التي لا يُعين فيها للمستخدم عنوان IP ثابت، فإن كارنيفور يقوم بتعقب حزم RADIUS لتسجيل الدخول والتحقق من الهوية، وذلك لاكتشاف عنوان IP المستخدم. وهذه الميزة تعمل حقا على تمييز كارنيفور، حيث أنه من البرامج القليلة التي يمكنها تعقب اتصالات إنترنت التي تتم من خلال أجهزة المودم.
كما يعمل كارنيفور على تعقب جميع الاتصالات التي يقوم بها المشتبه بهم بموقع ويب معين، وذلك من خلال تطبيق فلاتر محددة على منفذ 8080 الخاص بالمستخدم (والذي يقوم بتداول بروتوكول بروتوكول نقل النص الفائق) وتسجيل جميع عناوين IP التي ينفذ إليها المستخدم. وعمل ذلك للمتصلين من خلال أجهزة المودم أكثر تعقيدا بالطبع حيث أنه لا يوجد عنوان IP ثابت للمستخدم. ومن ناحية أخرى يمكن تثبيت صندوق كارنيفور إلى جانب مزود الويب الذي يقوم بخدمة صفحة معينة وتعقب جميع الاتصالات التي تتم مع صفحة معينة، وهو أسلوب يمكن استخدامه لمراقبة ملفات FTP معينة. كما يمكن استخدام كارنيفور لمراقبة المجموعات الإخبارية، والتي يعتمد عليها المجرمون الرقميون لتبادل المعلومات عادة. وأخيرا، ورغم الإشاعات بأنه يمكن استخدام كارنيفور لمراقبة غرف التراسل عبر إنترنت و IRC فإن ذلك عديم الفائدة، حيث أن محتوى غرف التراسل عام ويمكن استخدام مجموعة واسعة من البرمجيات المجانية لتسجيل ما يجري في غرف الحوار دون الحاجة إلى كارنيفور.

### تجنّب كارنيفور
ليس لدينا الكثير لنقوله هنا، ولكن تشفير رسائل البريد الإلكتروني هو الوسيلة الأولى والأنجع لعمل ذلك. كنا يمكن استخدام مواقع البريد الإلكتروني المُغفَل anonymizing services لعمل ذلك (وهي للأسف خدمات يقاطعها معظم مزودي إنترنت في الخليج). وأخيرا يمكنك تزوير عنوان البريد الإلكتروني الذي تقوم بإرسال الرسائل منه، وهو أمر تتيحه معظم برمجيات البريد الإلكتروني اليوم من قائمة الخيارات، والحسابات. أما الهكرة المحترفون، والذين يستخدمون خطوط الهاتف للاتصال بإنترنت، فيمكنهم تزوير حزم RADIUS لإيهام المتصنتين بأن شخصا آخر يستخدم عنوان IP مما سيوقف عمليات التصنت. وأخيرا يمكن مهاجمة كارنيفور بشكل مباشر بإرسال رسائل بريد إلكتروني كبيرة الحجم، وبشكل يفوق قدرة كارنيفور على المعالجة، مما سيؤدي إلى وقفه عن العمل، وهو أسلوب مشابه للأسلوب المتبع في هجمات الحرمان من الخدمات denial of service attack، والتي يمكن استخدامها أيضا لتعطيل كارنيفور.

## نظائر كارنيفور
كارنيفور هو البرنامج الذي تستخدمه وكالة المباحث الفيدرالية الأمريكية للتصنت على الاتصالات الإلكترونية للأفراد المشتبه بهم. ورغم الأساطير التي انطلقت عنه (خصوصا وأنه يحمل الجنسية الأمريكية مما يجعله متفوقا في نظر الكثيرين) فإن هنالك نظما مشابهة له من حيث المبدأ، وربما تكون أكثر تقدما، تستخدمها الدول الغربية المتقدمة.
ففي بريطانيا أصدر مجلس العموم البريطاني قانونا يحمل اسم RIP، سيُفرض بموجبه على كافة الشركات المزودة لخدمات إنترنت أن تقوم بالتعاون مع السلطات في التحقيقات الأمنية بتثبيت جهاز (صندوق أسود) مشابه لكارنيفور بجانب أجهزتها المزودة. أما في روسيا، فإن وكالة الاستخبارات الروسية FSB والتي خلفت الكي جي بي، فهنالك قانون SORM والذي يفرض على كافة الشركات المزودة لخدمات إنترنت أن تقوم بتحويل كافة البيانات المتداولة إلى أجهزة FSB المزودة لفلترتها، ويمكن لرجال القانون استخدام هذه المعلومات دون أمر من المحكمة، كما أن استخدام تقنيات التشفير وبعثرة البيانات ممنوع. أما في اليابان، فيُفرض على جميع الشركات المزودة للخدمات أن تقوم بحفظ سجل إلكتروني بكافة البيانات المتداولة، والتي يمكن للسلطات استخدامها في أي وقت بعد إصدار مذكرة من المحكمة. وفي جميع الحالات، فإن هذه الدول تقوم باستخدام نظم لفلترة وتصفية ومراقبة حزم البيانات شبيهة بكارنيفور، وربما أكثر تقدما منه.